# Nguyễn Thanh Tùng (Bình Định)
Nguyễn Thanh Tùng (sinh ngày l15/6/1960) là một chính khách Việt Nam. Ông nguyên là Ủy viên Ban Chấp hành Trung ương Đảng Cộng sản Việt Nam khóa XII, đại biểu Quốc hội Việt Nam khóa 13, thuộc đoàn đại biểu TP.HCM, nguyên Bí thư Tỉnh ủy, nguyên Chủ tịch Hội đồng nhân dân tỉnh Bình Định. 

## Tiểu sử
Ông sinh ngày 15 tháng 06 năm 1960 tại xã Mỹ Hiệp, huyện Phù Mỹ, tỉnh Bình Định.
 Ông là người dân tộc Kinh.
Ông vào đảng vào ngày 1 tháng 12 năm 1987.
Ông là Tiến sĩ Sử học, 
Ngoại ngữ, Tiếng Anh trình độ C
Lý luận Chính trị thuộc loại Cao cấp.
Trước khi được bầu làm Bí thư Tỉnh ủy Bình Định, ông Nguyễn Thanh Tùng từng kinh qua các chức vụ: Bí thư Huyện ủy Vĩnh Thạnh, Trưởng ban Tuyên giáo Tỉnh ủy, Chủ tịch HĐND tỉnh, Phó bí thư Tỉnh ủy Bình Định.
Ngày 20 tháng 6 năm 2011, HĐND tỉnh Bình Định đã nhất trí bầu ông Nguyễn Thanh Tùng, Phó Bí thư thường trực Tỉnh ủy, giữ chức Chủ tịch HĐND tỉnh nhiệm kỳ 2011-2016. Ông Võ Vinh Quang, Chánh Văn phòng Đoàn đại biểu Quốc hội và HĐND tỉnh nhiệm kỳ 2006-2010 được bầu giữ chức Phó Chủ tịch thường trực HĐND tỉnh nhiệm kỳ 2011-2016.
Ngày 6 tháng 12 năm 2020, HĐND tỉnh Bình Định đã miễn nhiệm chức danh Chủ tịch HĐND tỉnh nhiệm kỳ 2016-2021 với ông Nguyễn Thanh Tùng